# Santuario de Torreciudad
El Santuario de Torreciudad, dedicado a la Virgen María, en concreto a la advocación de Nuestra Señora de los Ángeles de Torreciudad. Aunque en el lenguaje común se le denomine santuario, el templo no ha sido erigido formalmente como tal, lo cual ha sido motivo de fricción entre la prelatura del Opus Dei que lo promueve y el obispo de Barbastro-Monzón, donde se encuentra radicado. El nuevo templo –obra del arquitecto español Heliodoro Dols– fue inaugurado en 1975 y en él se venera una talla románica de la Virgen María que remonta al siglo XI. El santuario nuevo, la reforma de la ermita antigua y la construcción de los edificios anexos son iniciativa de san Josemaría Escrivá (1902-1975).

## Ubicación
Torreciudad está situado en el término municipal de Secastilla, en la comarca de Ribagorza del Alto Aragón en la provincia de Huesca, de la comunidad autónoma de Aragón, en España. Se encuentra en la margen izquierda del río Cinca, sobre las aguas embalsadas por la presa de El Grado. Está a 75 km de distancia a Huesca, la capital provincial. 

## Nombre y situación actual
El nombre Torreciudad proviene de una vieja torre de vigilancia de la época árabe, cuyas ruinas se encuentran a unos metros de la antigua ermita. La construcción del actual Santuario fue promovida por deseo expreso de san Josemaría Escrivá, fundador del Opus Dei (prelatura personal de la Iglesia católica).
La situación canónica del templo moderno está actualmente en fase de revisión. Según ha manifestado el obispo de Barbastro-Monzón, se espera que sea erigido como Santuario Diocesano, por ser un lugar sagrado al que, por un motivo peculiar de piedad, acuden en peregrinación numerosos fieles con aprobación del Ordinario del lugary contar con el placet de la Santa Sede para ser así considerado. Así ha sido adelantado extraoficialmente por el Obispo de la diócesis en la que se encuentra la ermita original y el nuevo templo, en la celebración de la fiesta de la Inmaculada Concepción de 2023. La información sobre esta situación puede completarse con una visión histórica. 
Junto con los santuarios de El Pilar, Montserrat, Meritxell y Lourdes, conforman la Ruta mariana, itinerario guiado por la fe cristiana en general y devoción mariana en particular, de interés turístico por su riqueza patrimonial, y sus atractivos gastronómicos, rurales y naturales.

## Descripción

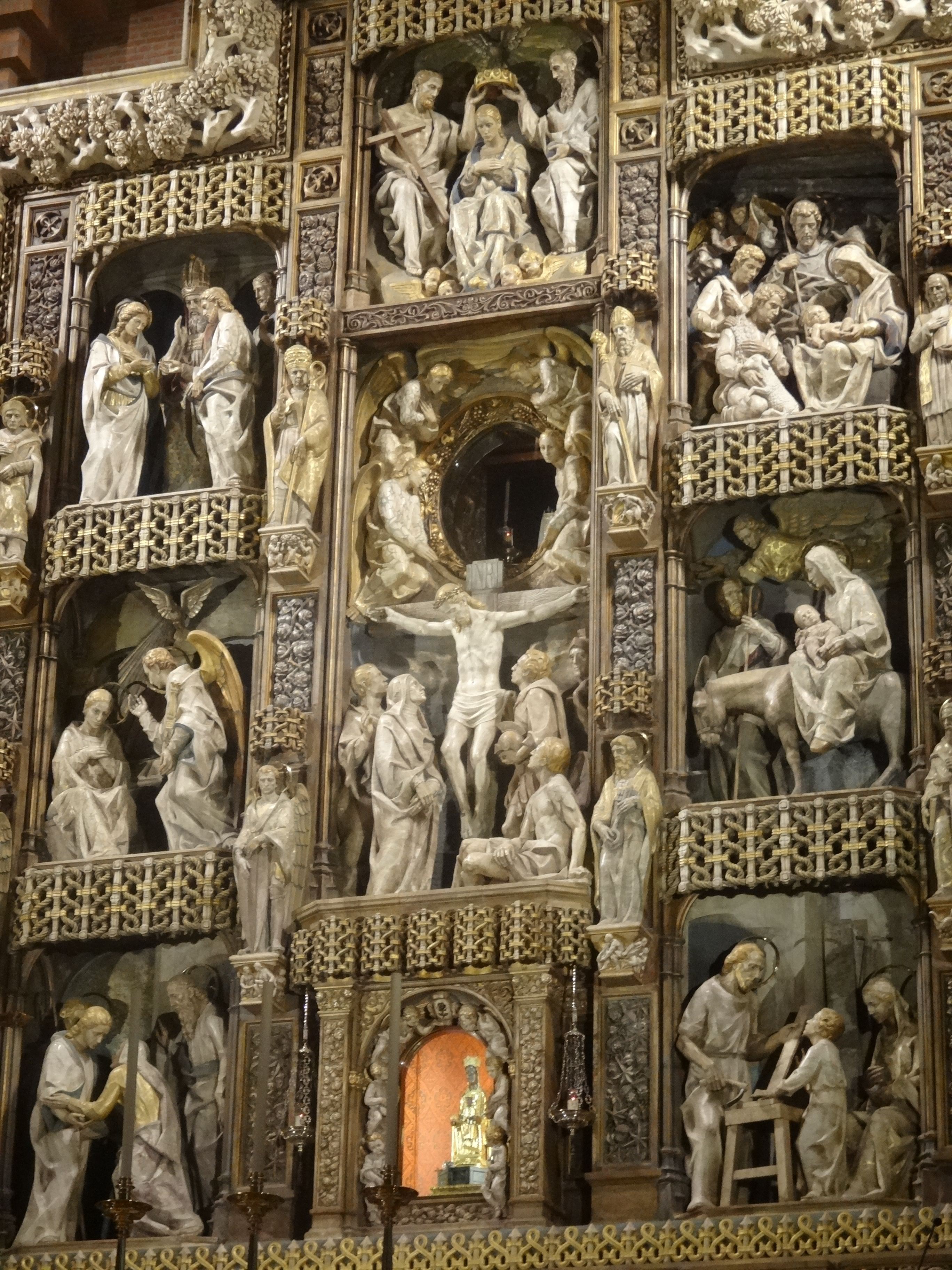
Retablo esculpido en alabastro por Joan Mayné, que representa distintas escenas de la Virgen María

La Virgen de Torreciudad es una talla románica del siglo XI. Es una de las llamadas vírgenes negras, sedente, con el niño en sus brazos mirando al frente. Desde tiempo inmemorial se encuentra en una ermita situada en un saliente escarpado sobre el río Cinca, entre el barranco de La Sosa y el de Bolturina. Pertenecía históricamente al término municipal de Bolturina, pero al quedar esta población deshabitada, el término se integró al de Secastilla. La advocación bajo la que se venera es la de "Nuestra Señora de los Ángeles". La devoción a esta imagen llegó a tener cierta importancia entre los habitantes de las poblaciones cercanas, de la Ribagorza aragonesa y del Somontano, que organizaban romerías y peregrinaciones.
En 1904, Josemaría Escrivá de Balaguer, de dos años de edad, fue llevado en peregrinación hasta esta ermita en brazos de su madre; había sufrido una grave enfermedad de la que se temía su muerte, por lo que sus padres pidieron a la Virgen de Torreciudad su curación. Como había superado la enfermedad fue llevado en lomos de caballería desde Barbastro a Torreciudad.
En la década de 1960, Josemaría Escrivá de Balaguer decide construir un nuevo santuario en agradecimiento a la Virgen, aledaño al antiguo que data del siglo XI. El 2 de enero de 1970 se iniciaron las obras y meses después (abril de 1970) Josemaría Escrivá visitó Torreciudad, 66 años después de la visita que realizó con sus padres.
El actual templo se inauguró el 7 de julio de 1975, y fue construido por el arquitecto Heliodoro Dols entre 1970 y 1975 a unas decenas de metros de la ermita. Con un estilo muy personal, destaca por la variedad de formas, creadas con un único elemento constructivo, el ladrillo a caravista. En las esquineras y las ventanas se utilizó el alabastro. Ambos materiales son tradicionales en las construcciones de la comarca. El templo tiene dos plantas, la nave principal (planta superior) que incluye un coro alto, y una cripta con cuatro capillas y confesonarios. Las capillas son la de la Virgen del Pilar, la de la Virgen de Loreto, la de la Virgen de Guadalupe y la de la Sagrada Familia. El edificio queda enmarcado por una explanada cerrada por arquerías preparada para recibir a varios miles de personas.
El 24 de junio de 1979, ETA cometió aquí su primer atentado terrorista en Aragón, con una bomba de unos diez kilos de goma-2. El artefacto explotó a las nueve de la noche. Causó importantes daños materiales a la edificación.
El 7 de julio de 2015, el santuario celebró su XL Aniversario, en el que participaron diecisiete asociaciones culturales oscenses. Durante estos cuarenta años han llegado peregrinos de 103 países, algunos de ellos tan exóticos como: Benín, Camerún, Indonesia, Islas Caimán, Japón, Pakistán, Trinidad y Tobago, Omán.

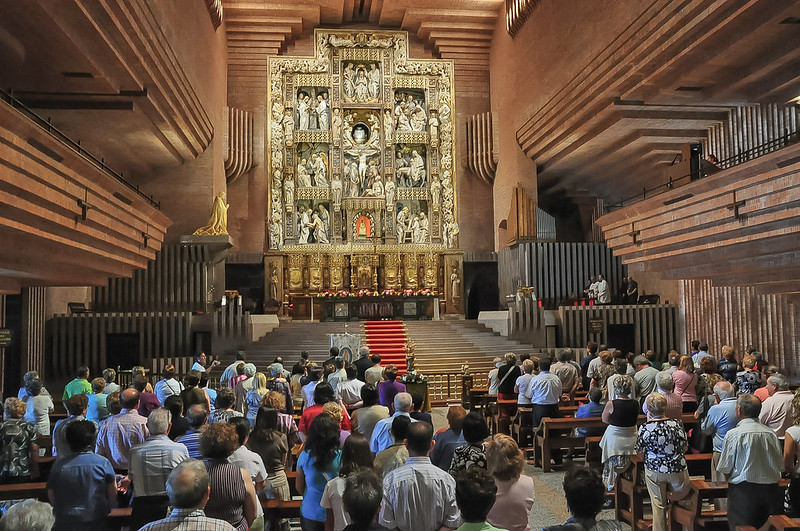
Interior del templo

Destaca el retablo, esculpido en alabastro por Joan Mayné, que representa distintas escenas de la vida de la Virgen María. En el centro se encuentra la talla románica, restaurada con ocasión de la construcción del actual santuario. A la izquierda se añadió en 1994 una imagen de San Josemaría Escrivá de Balaguer. En la capilla del Santísimo se encuentra un Cristo en bronce dorado al fuego, esculpido por el artista italiano Pasquale Sciancalepore.
También es notable el órgano, con más de cuatro mil tubos, que es el centro de interés de un festival de música de órgano que se celebra anualmente durante el mes de agosto.

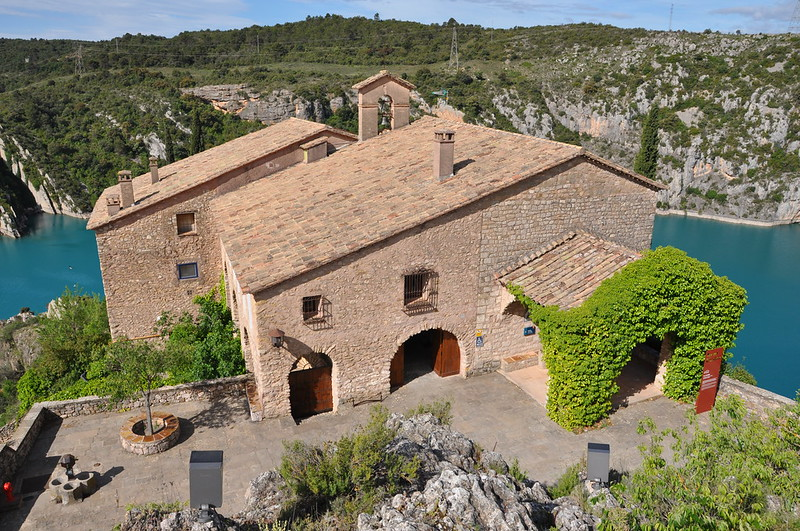
Ermita de Torreciudad

Se conserva también la antigua ermita del siglo XI con su vieja hospedería, abierta al público, en la que se encuentran 44.000 páginas de testimonios escritos en el libro de firmas.
A lo largo del recinto del santuario están representados en cerámica los veinte Misterios del Rosario, obra del pintor y ceramista José Alzuet, mientras que bajando desde la explanada principal a la antigua ermita se encuentran las catorce escenas de los Dolores y gozos de san José, realizados en azulejos por la artista Palmira Laguéns.
La fiesta de la Virgen de Torreciudad se celebra el domingo siguiente al 15 de agosto.

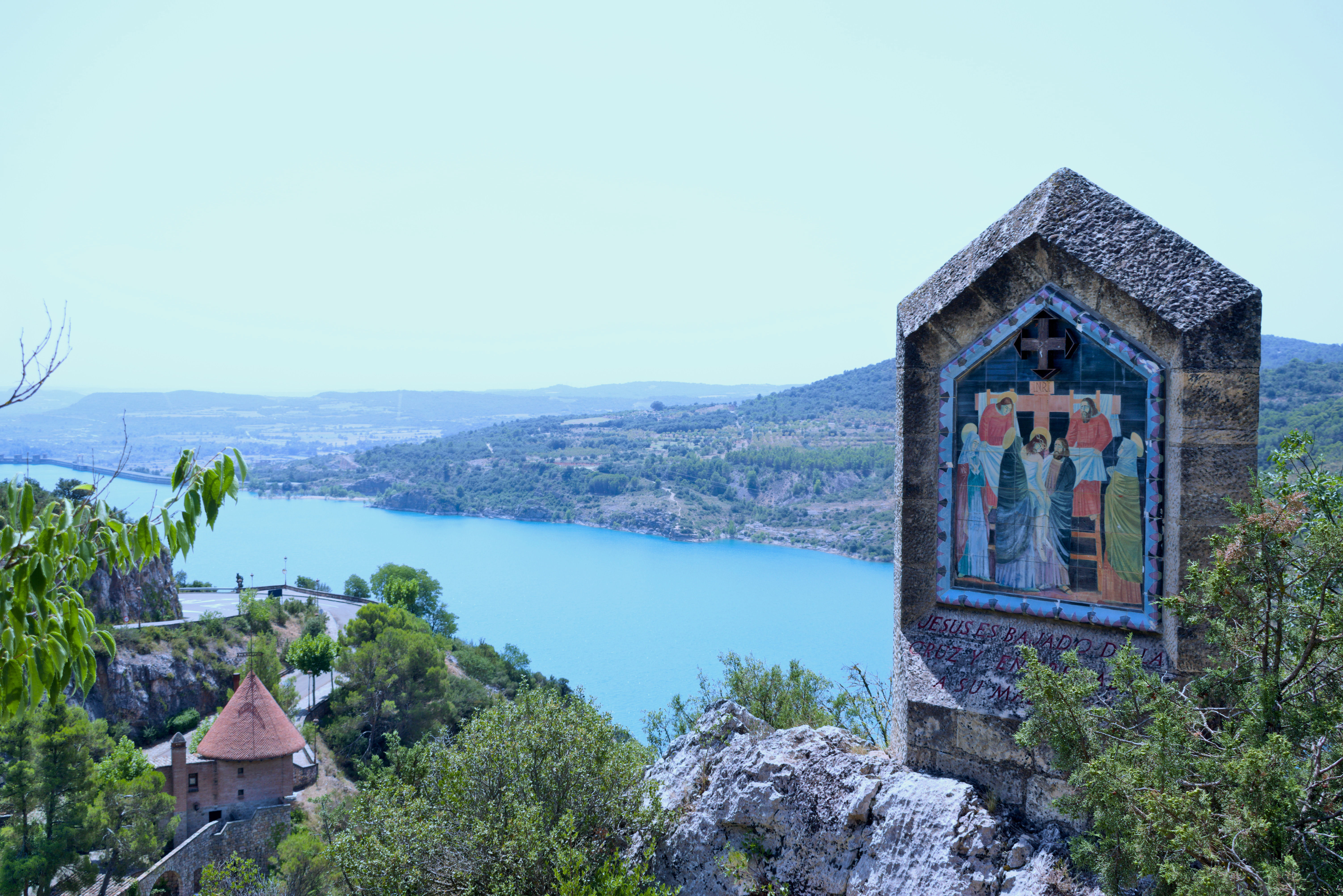
Vista de la 13ª estación del Vía Crucis

El Espacio «Vive la experiencia de la fe» ofrece al visitante de Torreciudad una inmersión multimedia en la que, a través de varios ámbitos, se plantean diversas interrogantes y reflexiones sobre las grandes cuestiones de la vida humana: Dios, la libertad, la felicidad, la Virgen María, el amor… Su objetivo es acercar la comprensión de lo que es el santuario y facilitar la experiencia de una renovación interior.

## La Ruta mariana
Actualmente es uno de los centros de atracción más importantes de la zona, recibe miles de visitas en algunas celebraciones, especialmente entre abril y octubre. Entre ellas se encuentran: la Fiesta de la Virgen del Quinche, Patrona de Quito (Ecuador). A este encuentro anual de integración, que se celebra desde 2005, acuden familias ecuatorianas que residen en España.
Desde mediados de la década de 1980 el santuario ha promocionado la llamada ruta mariana, que enlaza Zaragoza (por la basílica del Pilar), Torreciudad y Lourdes. Aguas abajo de la peña donde se ubica el santuario se encuentra el pueblo de El Grado. 
En 2019 se instaló una réplica de la Virgen de Torreciudad en la iglesia parroquial de Cristo Rey, en Orense (Galicia).
El 18 de julio de 2023, el obispo Ángel Javier Pérez Pueyo, obispo de Barbastro-Monzón nombró como rector de Torreciudad a José Mairal, párroco de Bolturina-Ubiergo. La Prelatura indicó ese mismo día su disconformidad con esa medida puesto que el templo moderno no había sido erigido todavía como santuario; "según los actuales estatutos de Torreciudad, del año 1980, el nombramiento del rector y la designación de los sacerdotes que se ocupan de la atención pastoral corresponde al Vicario Regional de la Prelatura. Así se ha venido procediendo desde 1975".